# Monastère de Rajinovac
Le monastère de Rajinovac (en serbe cyrillique : Манастир Рајиновац ; en serbe latin : Manastir Rajinovac) est un monastère orthodoxe serbe situé près du village de Begaljica, en Serbie, dans la municipalité de Grocka et sur le territoire de la Ville de Belgrade. Il relève de l'archevêché de Belgrade-Karlovci. En raison de sa valeur architecturale et historique, il est inscrit sur la liste des monuments culturels de grande importance de la République de Serbie et sur la liste des biens culturels de la Ville de Belgrade.

## Présentation

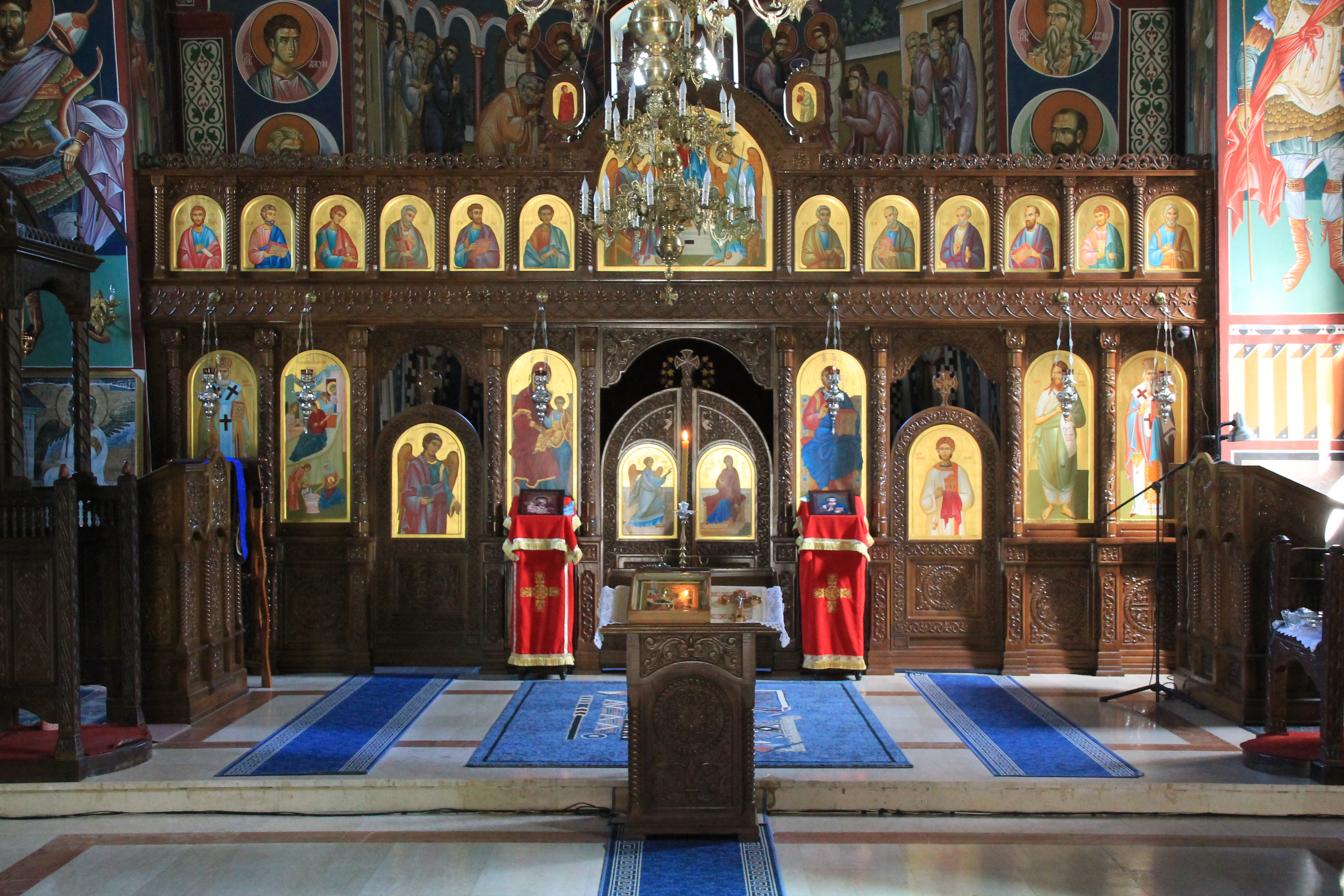
L'iconostase de l'église.

Le monastère de Rajinovac est mentionné pour la première fois dans des documents officiels en 1528 et est lié à l'histoire de Belgrade et de la Serbie depuis le XVe siècle jusqu'au début du XIXe siècle.
Ni l'église ni le bâtiment des moines originels n'ont été préservés. L'église actuelle, constituée d'une nef unique, a été construite pendant la rénovation complète du monastère à l'instigation de Stevan Andrejić-Palalija en 1793 ; son iconostase est plus récente et est décorée dans un style néo-classique ; les icônes datent des XIXe et XXe siècles ; l'église abrite des livres, des documents et des objets datant des XVIe, XVIIIe et XIXe siècles. Devant l'édifice se trouve la tombe de Stevan Andrejić-Palalija.
En plus de l'église, le monastère possède un petit beffroi, un quartier des moines nouvellement construit et une fontaine.